# Ernest Nagel
Pour les articles homonymes, voir Nagel.
Ne doit pas être confondu avec Thomas Nagel.
Ernest Nagel (né le 16 novembre 1901 à Nové Mesto nad Váhom en royaume de Hongrie et mort le 20 septembre 1985 à New York, États-Unis) est un philosophe des sciences, spécialiste de physique. Il fait partie de ce qu'il est convenu d'appeler le positivisme logique.

## Biographie
Ernest Nagel est né en royaume de Hongrie, qu'il quitte avec sa famille, alors qu'il n'a que 10 ans, pour les États-Unis. Il reçoit le diplôme de Bachelor of Science (Bsc) en 1923 alors qu'il suit les cours du City College of New York. Il soutient une thèse et reçoit son PhD en 1930, à l'université Columbia. Il va y passer toute sa carrière académique (sauf en 1966-1967, où il se trouve à l'université Rockefeller) et deviendra finalement University Professor à Columbia, en 1967.

## Œuvre
En 1961, son ouvrage The Structure of Science, inaugure pratiquement le domaine de la philosophie analytique appliquée aux sciences. Il est le premier à proposer d'évacuer des sciences les implications ontologiques, sauf celles requises pour leur fondements, au moyen de ce qu'il appelle des équivalences analytiques. Avec Rudolf Carnap, Hans Reichenbach, et Carl Hempel, il est une des figures majeures du positivisme logique.
Nagel rédigea An Introduction to Logic and the Scientific Method avec Morris Raphael Cohen, son tuteur au City College of New York. En 1958, il publie avec James R. Newman Gödel's Proof, un bref ouvrage d'initiation et d'explication des théorèmes d'incomplétude de Gödel en direction de ceux qui ne sont pas bien exercés aux subtilités de la logique mathématique. Nagel a été l'éditeur du Journal of Philosophy (1939-1956) et du Journal of Symbolic Logic (1940-1946).

### en anglais
- Ernest Nagel, The Structure of Science, Routledge & Kegan Paul, 1961  (ISBN 978-0-7100-1882-3)
- Idem, 2e éd., Hackett Publishing Company (en), 1987  (ISBN 978-0-915144-71-6)
- Ernest Nagel et James R. Newman, Gödel's Proof, Routlege, 2005  (ISBN 978-0-415-35528-5)
- Ernest Nagel et Morris Cohen, Introduction to Logic, 2e éd., Hackett Publishing Company, 1993  (ISBN 978-0-87220-145-3)

### en français
Ernest Nagel, James R. Newman, Kurt Gödel et Jean-Yves Girard, Le théorème de Gödel, Éditions du Seuil, 1989 [détail de l’édition]